# Situbatu
Situbatu is een bestuurslaag in het regentschap Banjar van de provincie West-Java, Indonesië. Situbatu telt 3626 inwoners (volkstelling 2010).